# Xukurú
Xucurú es una etnia indígena que actualmente habita en la Serra do Ororubá, en 24 aldeas de los municipio de Pesqueira y Poção, estado de Pernambuco, Brasil y en el barrio Xucurus del poblado de Pesqueira. Se les denomina Xucurús do Ororubá para distinguilos de los Xucuru-Cariri de Alagoas, de los Xucurú-Karirí de Pôrto Real do Colegio, Pernambuco, y de las tribus Xucurus da Paraíba o Sucurús, extintas o asimilados por el mestizaje.

## Historia
Pesqueira tuvo su origen en el "aldeamiento" del pueblo indígena Xucurú promovido por los misioneros de la Congregación del Oratorio de San Felipe Neri en 1671. En el siglo XIX el territorio fue progresivamente ocupado por colonos que en 1850 solicitaron el fin del aldeamiento, que fue aprobado en 1879. Debido a conflictos de tierra con los hacendadosy por solicitud de los indígenas, en 1954 fue establecido en la Serra do Ororubá un puesto de Servicio del Protección al Indio. Después de la aprobación de la Constitución de 1988 los indígenas lucharon por el reconocimiento y la demarcación de su territorio. El 20 de mayo de 1998 fue asesinado su principal líder el cacique Xicão. En 2001 fueron homologadas 27.555 hectáreas como tierra indígena xucuru.

## Uso externo del término
El término xukurú (o xucurú y shukurú) se ha usado para designar a diversas etnias y lenguas del NE de Brasil por lo que su uso (al igual que sucede con el término xocó) es bastante confuso.
Propiamente el xukurú se refiere a una lengua que no está bien documentada y actualmente extinta, pertenecía a la familia de lenguas karirí. La reducción de la población indígena del NE. de Brasil hizo que muchos grupos que se hicieron inviables por su reducido número se unieran otros grupos mayores de etnicidades diferentes. Incluso algunos grupos se mestizaron en poblaciones de origen africano y europea. Los modernos Xucurú-Karirí parece ser la unión de grupos de origen xukurú, karirí, tuxá y aconan (wakoná), que vivían en las proximidades de Pôrto Real do Colégio cuya fusión y mestiza es el origen de una identidad étnica, designada como Xukurú-Karirí. Los actuales Xukurú-Karirí son descendientes por tanto de varios grupos indígenas de la zona, a los cuales se juntaron negros, mestizos e inclusos personas de origen europeo. Hacia 1760, en la aldea de Pôrto Real do Colegio vivían Cropotó, Cariri, Aconans, Ceococes (probablemente plural de Ciocó/Xokó) y Prakió.
El estudio de Meader (1978) cuyo trabajo de campo se remonta a 1961 recopiló algunas palabras recordadas por algunos ancianos xukurú-karirí, quienes en muchos casos, mezclaban palabras de varias lenguas indígenas de la zona, que habían escuchado en su juventud.